# Lawrence Roberts
Lawrence Roberts (Wesport, Connecticut, Estats Units, 21 de desembre de 1937 - Redwood City, Califòrnia, 26 de desembre de 2018) és un científic estatunidenc, considerat un dels pares d'internet.

## Biografia
Nascut el 1937 a Connecticut, estat nord-americà de Nova Anglaterra, fill d'Elliott i Elizabeth Roberts, tots dos doctors en química. Doctorat per l'Institut Tecnològic de Massachusetts (MIT), el 1967 entrà a treballar a l'Agència d'Investigacions de Projectes Avançats de Defensa (DARPA) en la qual col·laborà amb Robert Kahn i Vinton Cerf en la creació de l'ARPANET, la primera xarxa de commutació de paquets. Quan Robert Tay es enviat a la guerra del Vietnam l'any 1969, Lawrence Robert es converteix en director de l'IPTO. Llança un important projecte d'investigació, l'Augmentation Research Center dirigit per Douglas Engelbart i contribueix a la posada en marxa del segon nus d'Arpanet. El juliol del 1972, desenvolupa la primera aplicació que permet llistar, llegir de manera selectiva, arxivar, respondre o seguir un e-mail i així millora les possibilitats obertes per Raymond Tomlinson. Des de llavors, la missatgeria electrònica no deixarà de créixer, per esdevenir la principal utilització de la xarxa de les xarxes al començament del segle XXI.
Màxim executiu de Telenet, la primera operadora de dades a través de commutació de paquets, va desenvolupar el protocol X25 en el qual es basaria la xarxa europea EUNet.
Va dirigir a continuació DHL, NetExpress i ATM Systems, després Packetcom, una companyia que concep tecnologies avançades per Internet.
El 2002 fou guardonat amb el Premi Príncep d'Astúries d'Investigació Científica i Tècnica juntament amb Robert Kahn, Vinton Cerf i Tim Berners-Lee.